# 迫間城
迫間城（はさまじょう）は、岐阜県関市迫間の迫間山の山頂にあった日本の城。

## 歴史
大島氏が城主であったという。その「大島」という名字は京都に多いため、京都から移ってきたと思われる。
また、このあたりを支配していた大島光俊の一族ではないか、とも言われている。